# Tomàs Sobrequés
Tomàs Sobrequés i Masbernat (Gerona, 1878 - 1945) fue un músico y compositor español.
Estudió violonchelo y armonía en Barcelona, y posteriormente fue profesor de música en la Escuela Normal de Gerona hasta la guerra civil. Muy vinculado a su ciudad natal, participó activamente en la vida cultural de esta a través de numerosas iniciativas. Por ejemplo, fue uno de los fundadores de la Associació Musical Gironina y fue fundador de la revista musical Scherzando, que se editará entre 1906 y 1935.  Compuso algunas piezas, en concreto un minueto, unas canciones infantiles y una sardana, Papallona enamorada.
Fue padre del historiador Santiago Sobrequés y abuelo del también historiador Jaume Sobrequés.